# Chelobasis laevicollis
Chelobasis laevicollis es un coleóptero de la familia Chrysomelidae.
Fue descrita científicamente en 1879 por Waterhouse.